# Беловодска розета (манифестација)
Беловодска розета је културна манифестација осмишљена да представи уметничко стваралаштво и традицију у раду са каменом. Oдржава се у месту Бела Вода, недалеко од Крушевца сваке године.

## О манифестацији
Ова традиционална манифестација одржава се од 1975. године у месту Белa Водa, средином јула месеца. Почев од 1988. године, у знак признања за уметнички, културни и научни допринос српској култури, заслужним појединцима се додељује награда Камена розета.

### Cимбол манифестације
Цвет у камену или Беловодска розета представља симбол средњовековне културе, духовности и један је од најупечатљивијих елемената цркава моравске школе.

### Добитници награде
Први добитник Камене розете била је Десанка Максимовић, а затим Матија Бећковић, Емир Кустурица, Владета Јеротић, митрополит Амфилохије, Петер Хандке, Милорад Павић... и други. На Савету ове традиционалне манифестације одлучено је да  добитник за 2019. годину буде Љиљана Хабјановић Ђуровић, једна од најзначајнијих и најчитанијих писаца савремене српске књижевности.